# Географія Швейцарії

Мапа Швейцарії

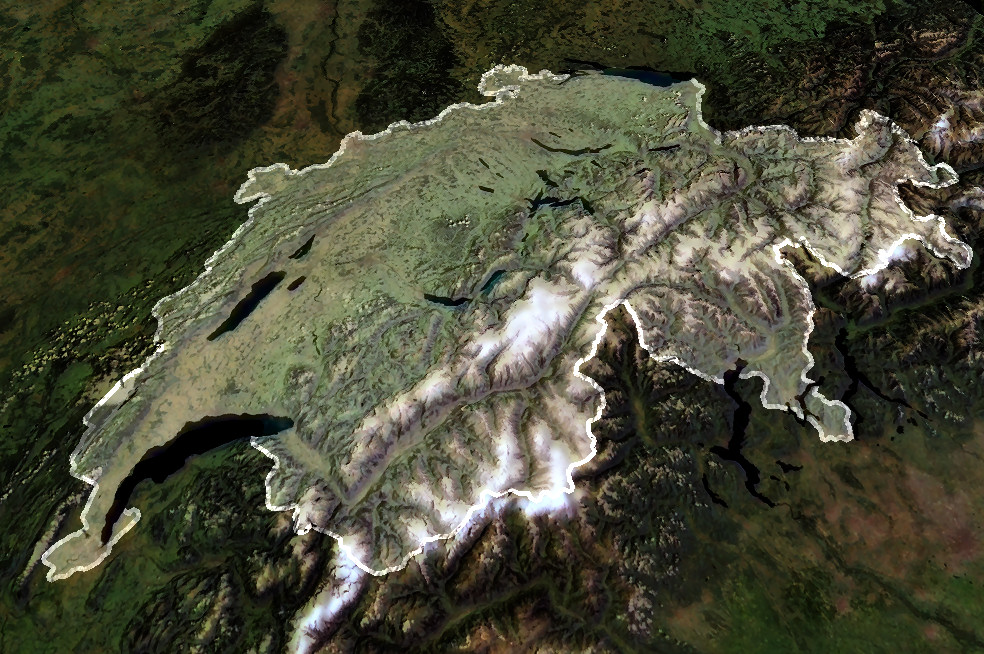
Зкомпонований супутниковий знімок Швейцарії

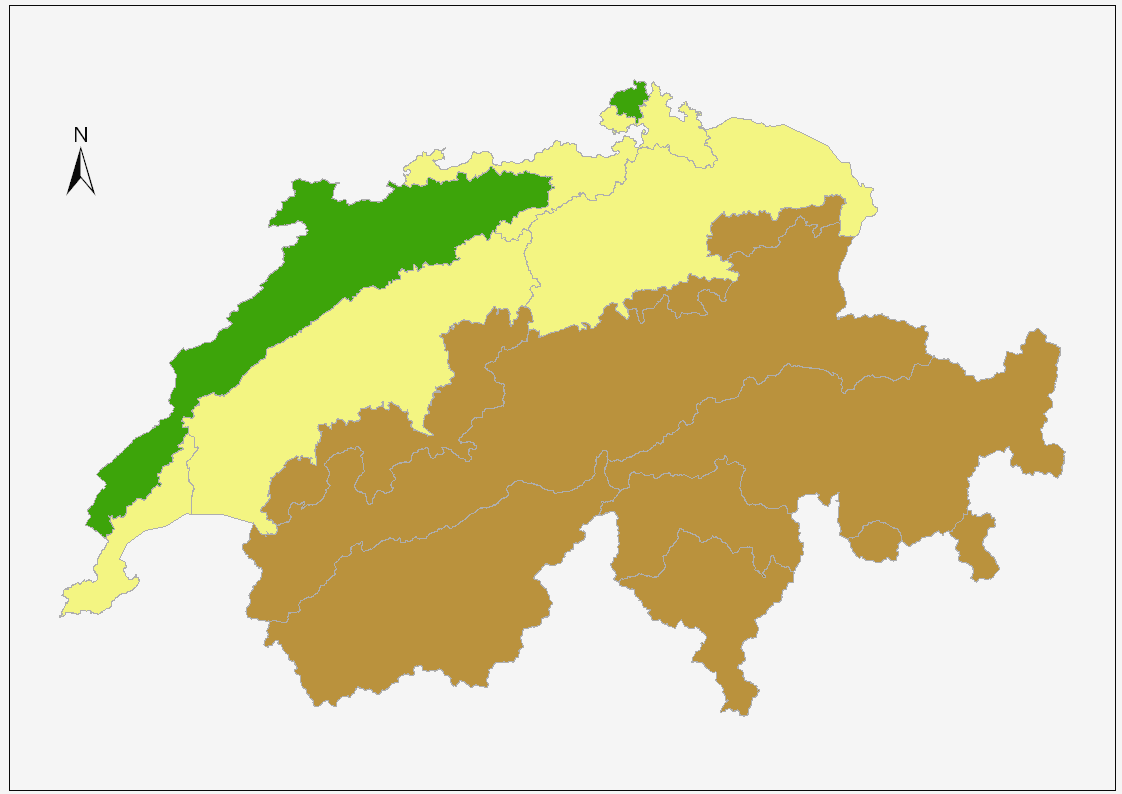
Регіональний поділ країни:
Юра
Швейцарське плато
Альпи

Географія Швейцарії

## Географічне положення
Швейцарія — держава в Центральній Європі з територією 41,3 тис. км². На півночі вона межує з Німеччиною (довжина кордону — 334 км), на заході — з Францією (довжина кордону — 573 км), на півдні — з Італією (довжина кордону — 740 км), на сході — з Австрією (довжина кордону 164 км) і Ліхтенштейном (довжина кордону — 41 км). Північний кордон частково проходить по Боденському озеру і Рейну, який починається в центрі Швейцарських Альп і утворює частину східного кордону. Західний кордон проходить по горах Юра, південний — по італійських Альпах і Женевському озеру.

## Загальне районування
У Швейцарії можна виділити 4 райони — Північну Швейцарію, Західну, Центральну і Південну.
Найгустіше заселена та найбільш економічно розвинута Північна Швейцарія (напівкантони Базель-Штадт і Базель-Ланд, кантони Ааргау, Цюрих, Санкт-Галлен, Гларус, Тургау). Це найрівнинніший район країни. Він займає північну частину Швейцарського плоскогір'я, лівий берег Рейну, а на півдні заходить у передгір'я Альп.
Західна Швейцарія (кантони Берн, Невшатель, Фрібур, Во, Женева) більш гориста, ніж північ країни. Цей район містить у собі центральну і південну частини Швейцарського плоскогір'я. З заходу до нього примикають хребти Юри, зі сходу — Альпи.
Центральна Швейцарія (кантони Люцерн, Швіц, Урі, напівкантони Обвальден і Нідвальден) відрізняється суворістю своїх ландшафтів. Район включає північні схили Альп і Фірвальдштеттське озеро.
Найбільший, але водночас рідко населений район країни — Південна Швейцарія. Він містить у собі кантони Граубюнден, Тічино і Вале. Природа Південної Швейцарії надзвичайно мальовнича та різноманітна. Тут найвищі гірські хребти, широкі полонини і великі озера Лугано й Лаго-Маджоре.

## Клімат
У Швейцарії виражені кліматичні відмінності, зумовлені висотами і впливом сонця і вітрів. Клімат вологий, на плоскогір'ї — помірно теплий, в горах — холодний. Добові температури у низинах в середньому коливаються протягом року від 10 до 16° С, влітку вони підвищуються до 27° С і більше. Найжаркіший місяць — липень, найхолодніший — січень.
Найвищі вершини Альп покриті вічними снігами. Снігова лінія піднімається до 2700 м на західних схилах і до 3200 м на східних. Взимку температура опускається нижче 0° С на всій території країни, за винятком північного берега Женевського озера та берегів озер Лугано й Лаґо-Маджоре, частина яких належить Італії. Клімат там такий же м'який, як у Північній Італії, оскільки гори захищають від вторгнення холодних північних вітрів. У січні-лютому в умовах переважання високого тиску над Альпами встановлюється ясна холодна погода, сприятлива для занять зимовим спортом. Південні схили в цей час отримують багато сонячного тепла.
У Швейцарії часто бувають різкі сильні вітри, що супроводжуються дощами й снігопадами. Навесні, влітку і восени переважають фени — теплі сухі вітри, що дмуть зі сходу і південного сходу. Оскільки потоки вологого повітря з боку Середземного моря підіймаються вгору по схилах Альп, а потім спускаються до Швейцарського плато, на південних схилах опадів випадає майже вдвічі більше, ніж на північних. Середня річна кількість опадів у Базелі (277 м над рівнем моря) — 810 мм, у Лозанні (375 м), на північному березі Женевського озера — 1040 мм, а в Давосі (1580 м), на південному сході країни — 970 мм.

## Рельєф

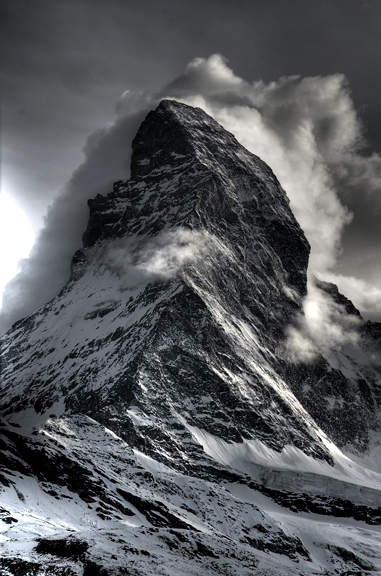
Маттергорн — символ Швейцарських Альп

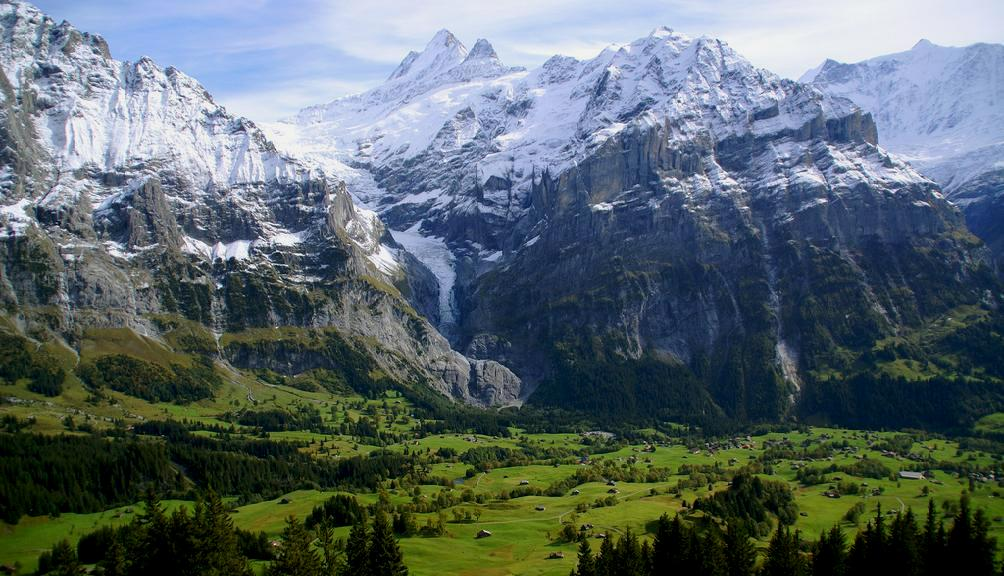
Бернські Альпи в Ґріндельвальді

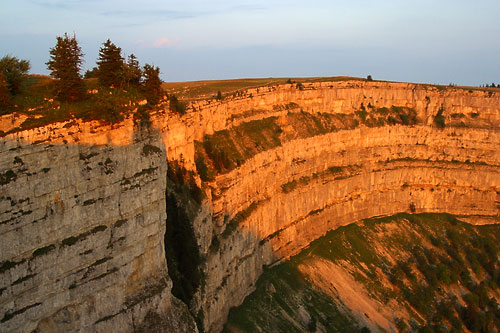
Вихід на поверхню покладів вапняку. Гори Юра, кантон Невшатель

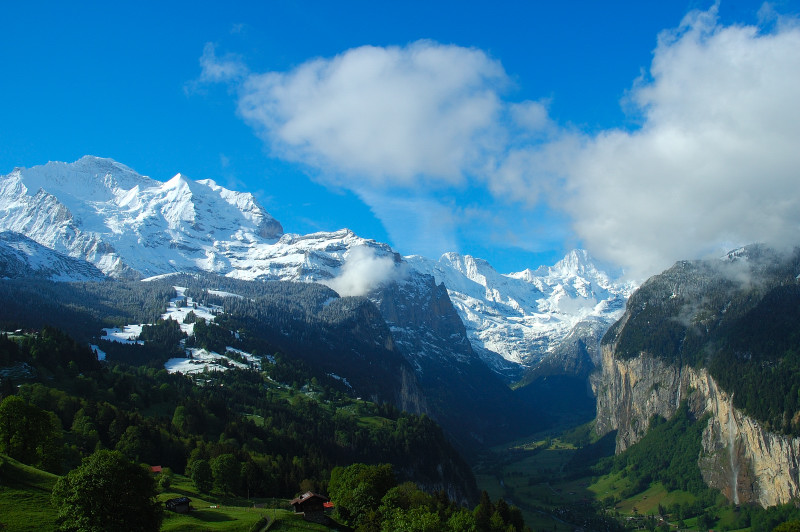
Долина Лаутербруннену. Абсолютні висоти від 800 м до 4 000 м

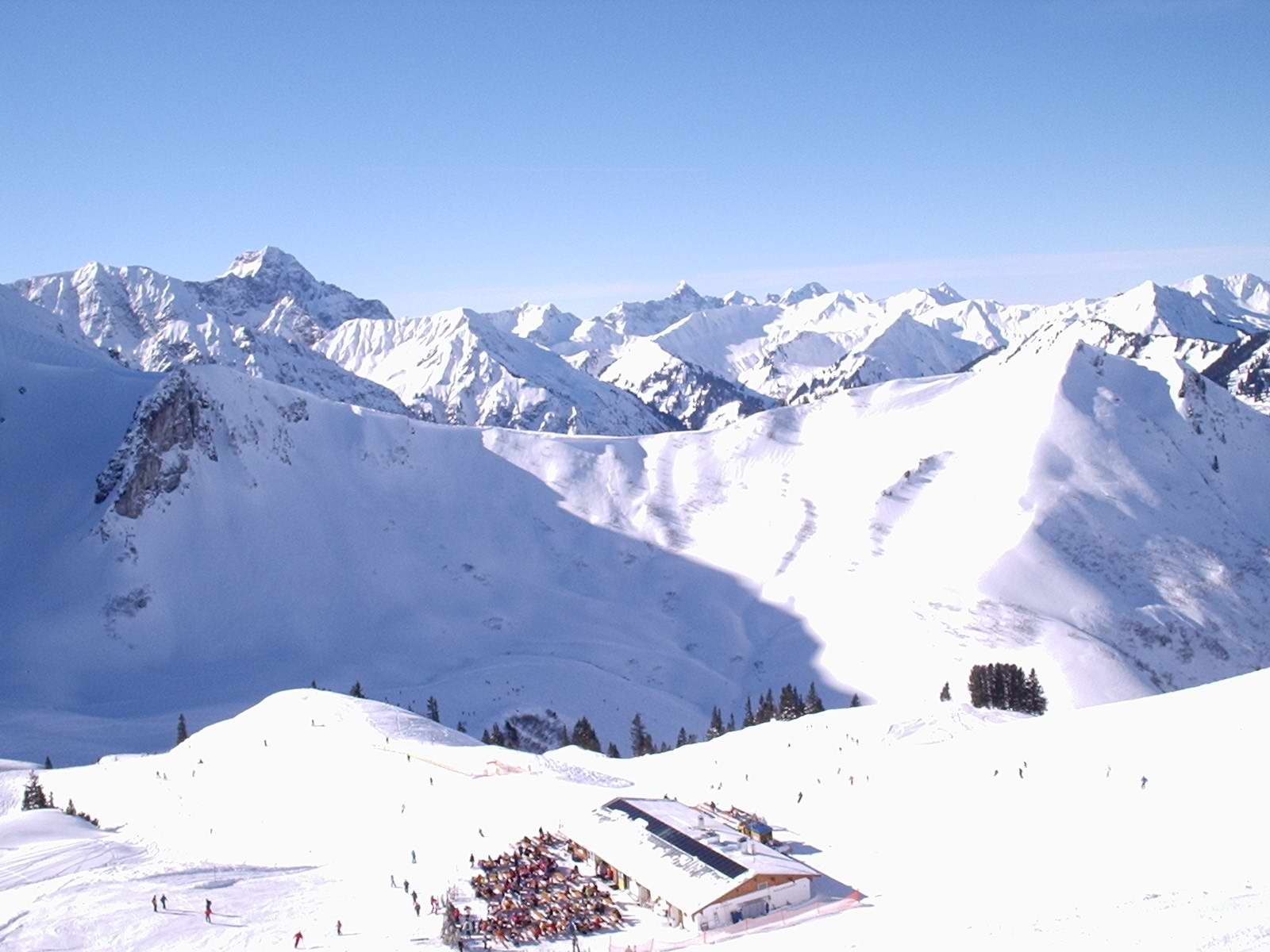
Альпи в районі Оберстдорфа (Фельгорн)

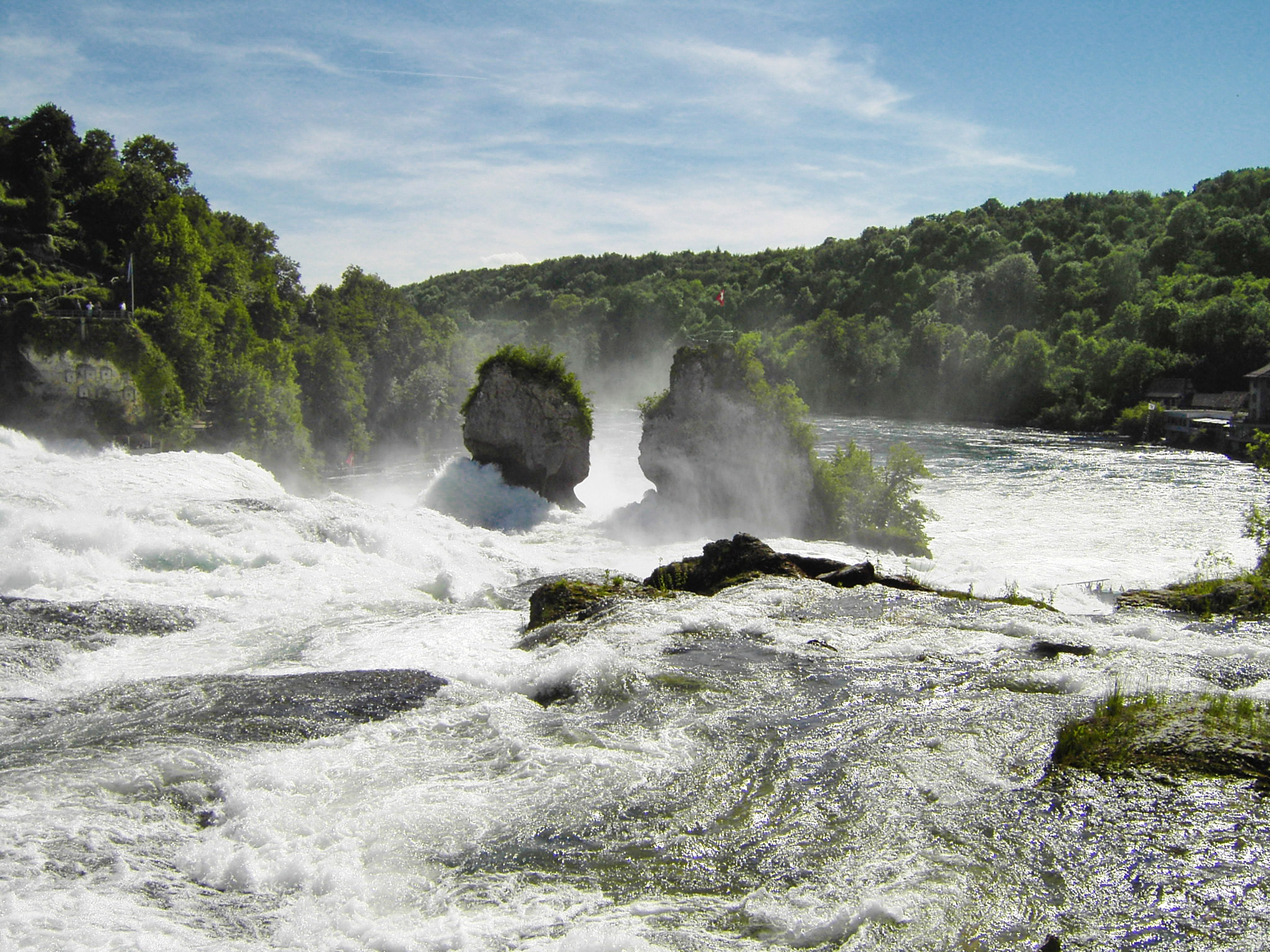
Рейнський водоспад (Rheinfall) — найбільший водоспад Європи

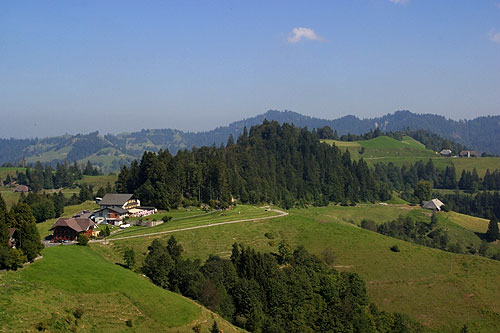
Пагорби на південь від Берну

На території Швейцарії розрізняють три природних райони: гірський масив Юра на північному заході, Швейцарське плато (плоскогір'я) у центрі та Альпи на південному сході. Понад 70% території країни належить до двох гірських систем, Альп і Юри, розділених горбистим Швейцарським плоскогір'ям з численними тектонічними озерами. Максимальна висота — вершина Дюфур (4634 м).
Гори Юра, що розділяють Швейцарію і Францію, простягаються від Женеви до Базеля і Шаффгаузена. У них чергуються гірські складки з переважанням вапняків і долини; складки місцями прорізають невеликі річки, які утворюють долини з крутими схилами. Землеробство можливе лише в долинах; пологі схили гір покрити лісами або використовуються як пасовища.
Швейцарське плато утворилося на місці прогину між Юрою та Альпами. Поверхня плоскогір'я горбиста, в широких долинах розвинуте землеробство, міжріччя покриті лісами. Тут зосереджена більша частина населення країни, розташовані великі міста і промислові центри. У цьому ж районі сконцентровані найродючіші сільськогосподарські землі та пасовища.
Майже всю південну половину Швейцарії займають Альпи. Ці високі, нерівні, вкриті снігом гори розчленовані глибокими ущелинами. У гребеневій зоні — фірнові поля (зернистий лід, що складається з пов'язаних між собою крижинок) і льодовики (10% території країни). Широке дно головних долин використовується під поля та ріллю. Район рідко населений. Альпи є основним джерелом доходу, оскільки мальовнича природа високогір'я приваблює багато туристів і альпіністів. Найвищі вершини — Дюфур (4634 м) у масиві Монте-Роза на кордоні з Італією, Дом (4545 м), Вайсгорн (4505 м), Маттергорн (4477 м), Гран-Комбен (4314 м), Фінстерааргорн (4274 м) і Юнгфрау (4158 м).

## Ґрунти
Ґрунти Швейцарії не вирізняються родючістю. Для обробки придатні лише бурі лісові ґрунти Швейцарського плоскогір'я і нижніх частин схилів гір. На гірських схилах нерідкі обвали і зсуви, що зносять ґрунтовий шар або оброблювані землі.

## Гідрографія
У країні — густа мережа багатоводних річок, що належать басейнам трьох морів: Північного, Середземного і Чорного. Велика частина Швейцарії зрошується Рейном (375 км у межах країни). Південно-західні райони відносяться до водозбірного басейну Роні, південні — до басейну Тічино і південно-східні — до басейну річки Інн (притоки Дунаю). Річки Швейцарії не мають судноплавного значення. На Рейні судноплавство підтримується тільки до Базеля.
Швейцарія славиться своїми озерами, яких на її території налічується майже 600. Наймальовничіші з них розташовані по краях Швейцарського плато — Женевське, Тунське на півдні, Фірвальдштеттське, Цюрихське на сході, Невшательське і Більське на півночі. Більшість цих озер має льодовикове походження, вони відрізняються витягнутою формою і великими глибинами. На південь від осі Альп в окрузі Тічино знаходяться озера Лугано й Лаго-Маджоре.
Найбільші озера Швейцарії — Женевське озеро, площею 581 км² (з них 370 км² належать Швейцарії), Невшательське (216 км²), Цюрихське (89 км²), Більське (39 км²) і Цуґське (38 км²).

## Рослинність
Ліса Швейцарії займають близько 1/4 території країни. На Швейцарському плоскогір'ї знаходяться масиви широколистих лісів (з дуба, бука, ясена, в'яза, клена, липи). На південному схилі Альп росте каштан. На висоті понад 2000 метрів переважають хвойні ліси з ялини, ялиці, сосни і модрини. По долинах — зарості вільхи. Вище (до 2800 м) розташовані субальпійські та альпійські луки, де навесні розцвітають крокуси і нарциси, влітку — рододендрони, ломикамені, горечавки і едельвейси.

## Тваринний світ
За зоогеографічним районуванням світу країна належить до Центральноєвропейської провінції Європейсько-Сибірської підобласті Голарктичної зоогеографічної області. Тому основу тваринного населення регіону становлять зональні широколистянолісові (1) і мішанолісові (2) угруповання тварин, а також інтразональні гірські й водно-болотні (долинно-річкові) тваринні угруповання, характерні для помірного кліматичного поясу. Особливістю тваринного населення провінції є перехідний видовий склад тваринних угруповань (порівняно з тваринними угрупованнями Атлантико-Європейської й Східноєвропейської провінцій) та значна мозаїчність в їх розміщенні по території, а також збереження реліктових видів тварин у горах. Характерними видами хребетних тут вважаються куниця лісова (Martes martes), сарна європейська (Capreolus capreolus), борсук (Meles meles), глушець білодзьобий (Tetrao urogallus) тощо. Домінуючими в зональних угрупованнях є мезофільні й ксеромезофільні групи та види тварин.
У горах із ссавців зустрічаються сарна, куниця, заєць-біляк, альпійський бабак, кам'яний козел, лисиця; із птахів — беркут, глухар, дрізд, пищуха, стриж, сніжна куріпка, по берегах річок та озер — чайки, у їх водах — форель, голець, сиг, харіус та інша риба. Фауна і природні ландшафти охороняються у Швейцарському національному парку Енгадин і в лісових масивах Алеч і Дерборанс.

## Галерея

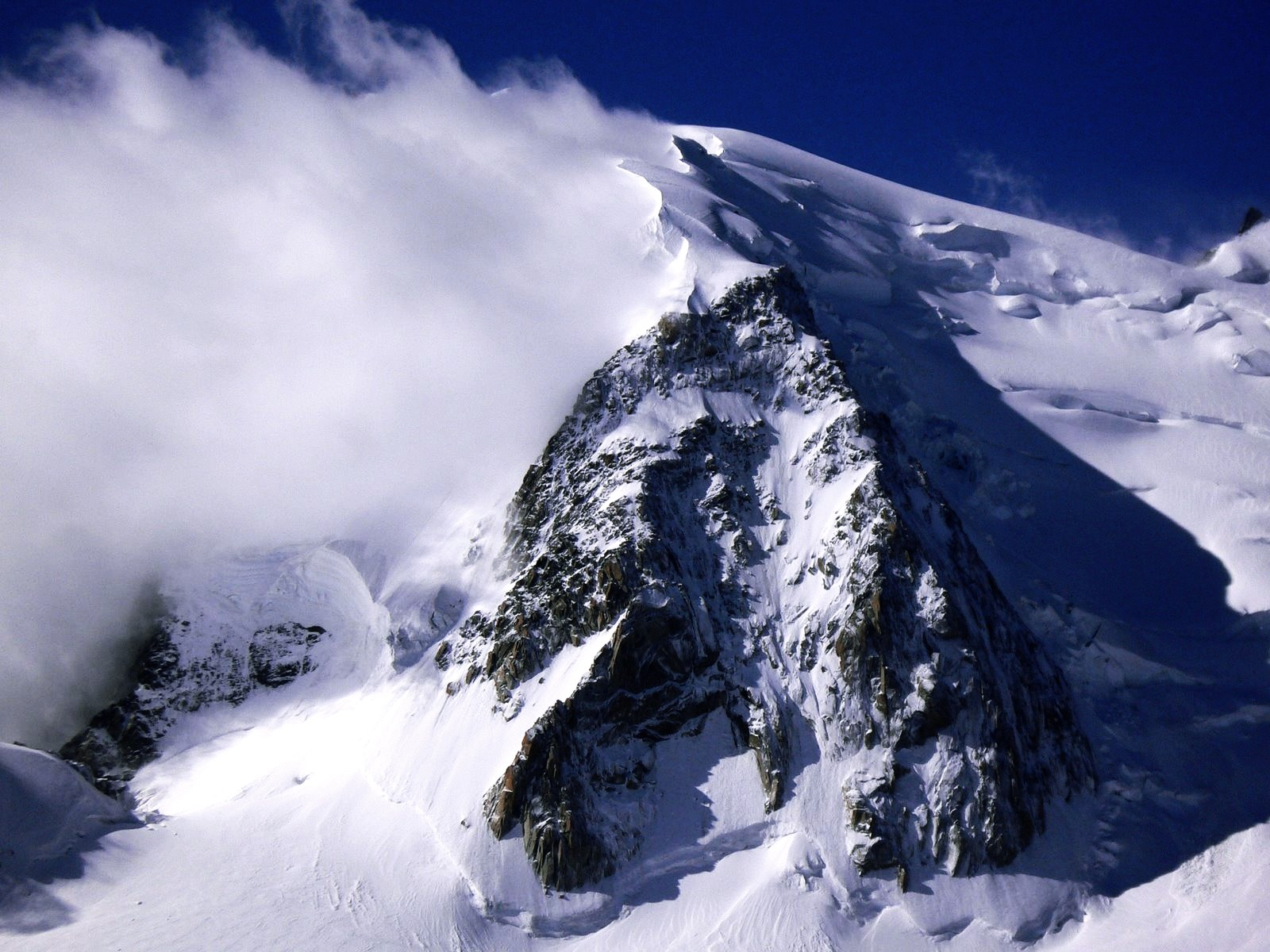
Дом, Пеннінські Альпи
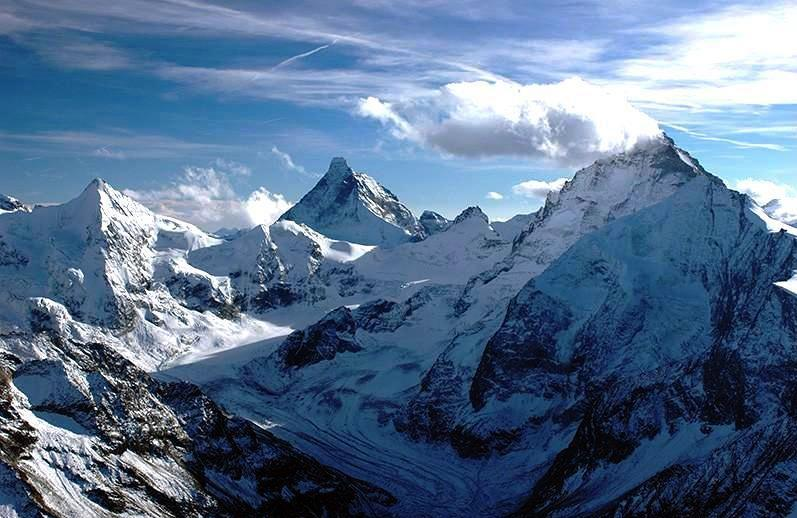
Північний схил Дент-Бланш
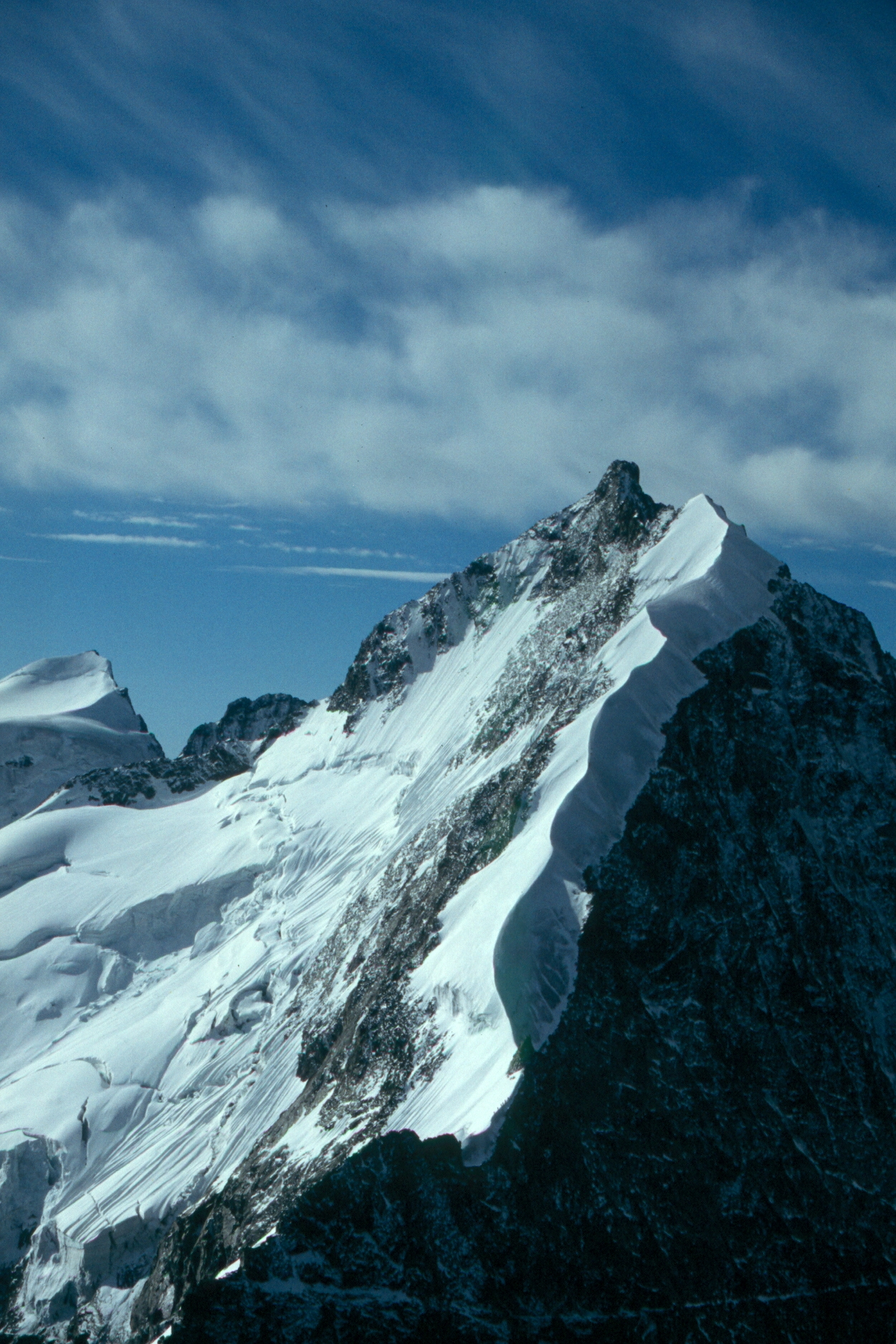
Пік Берніна
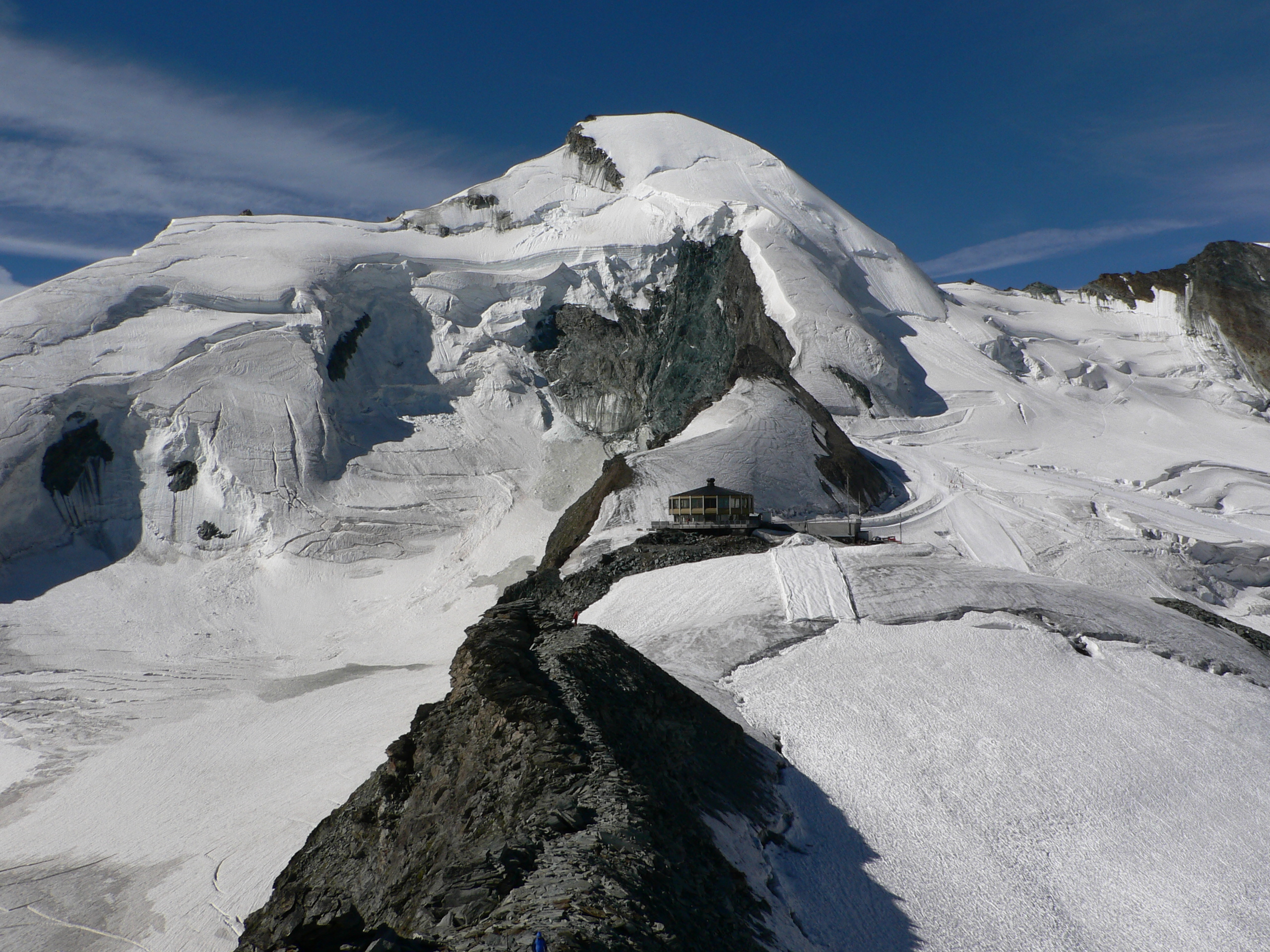
Середній Аллалін в Саас-Фі
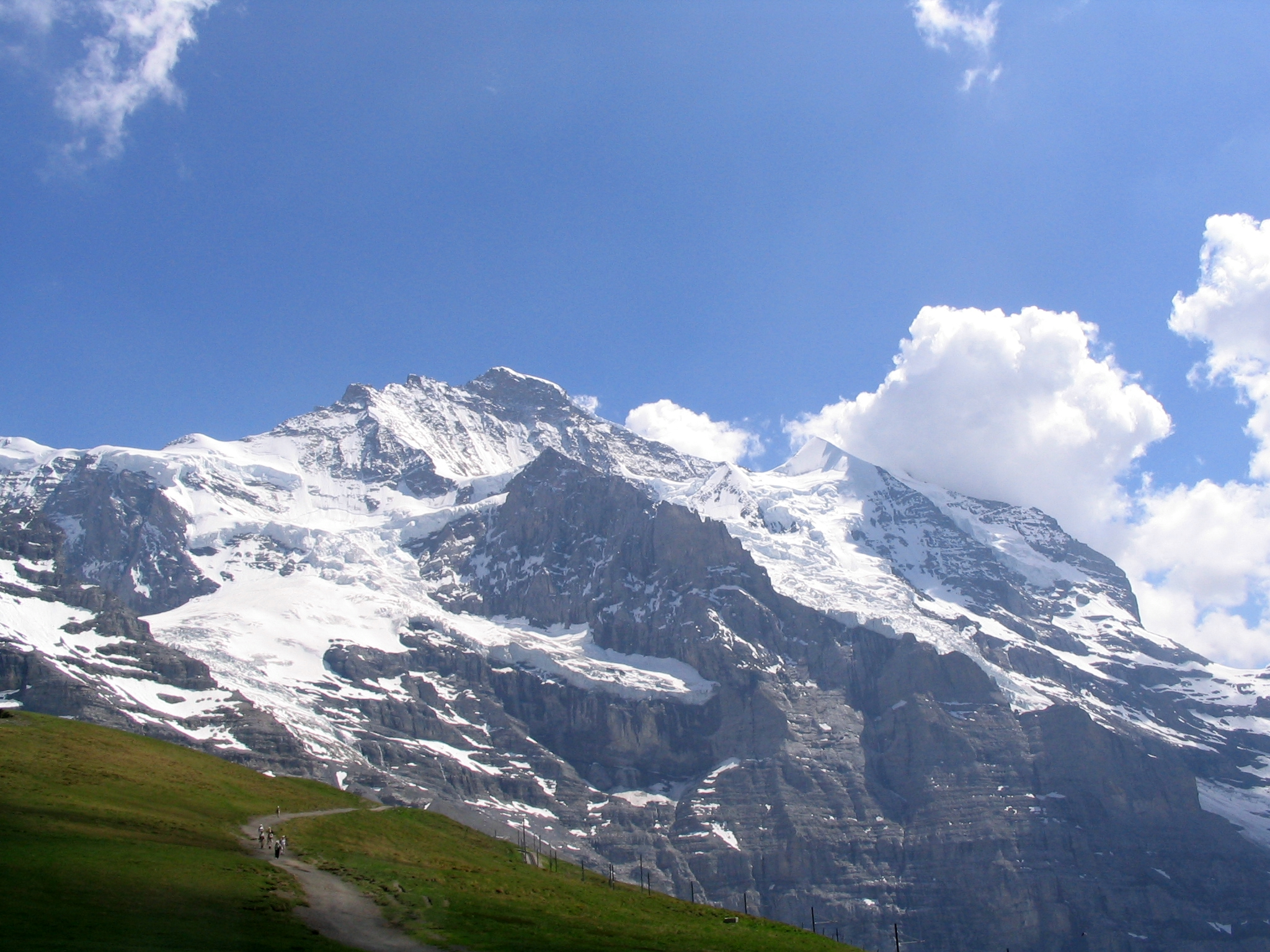
Юнґфрау
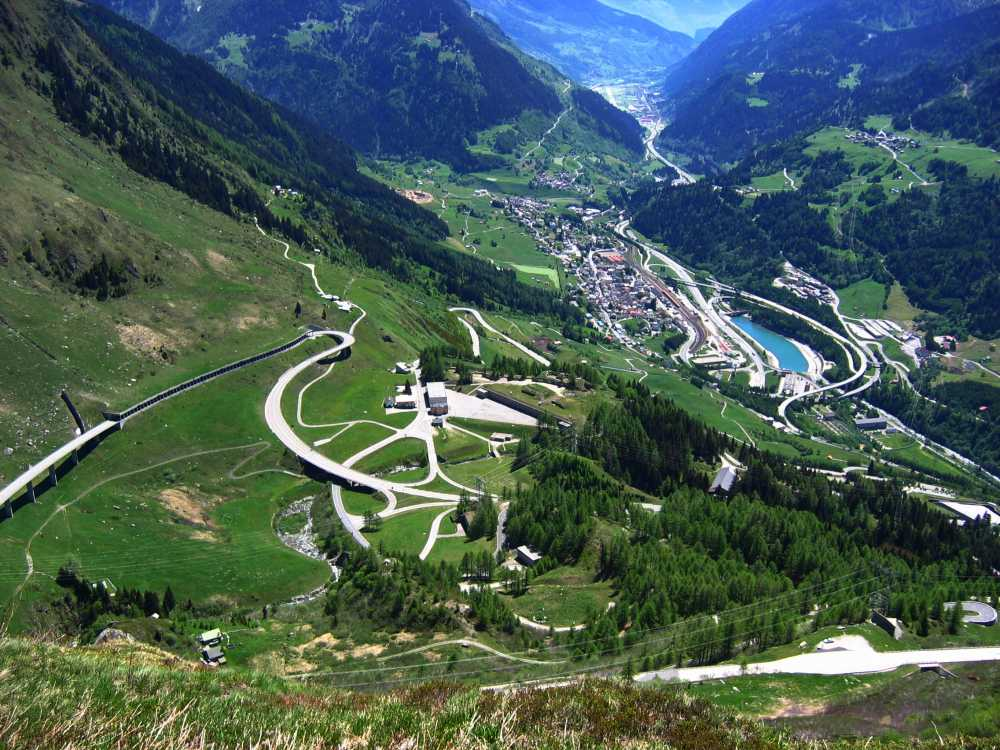
Перевал Сен-Ґотард

Озера Швейцарії
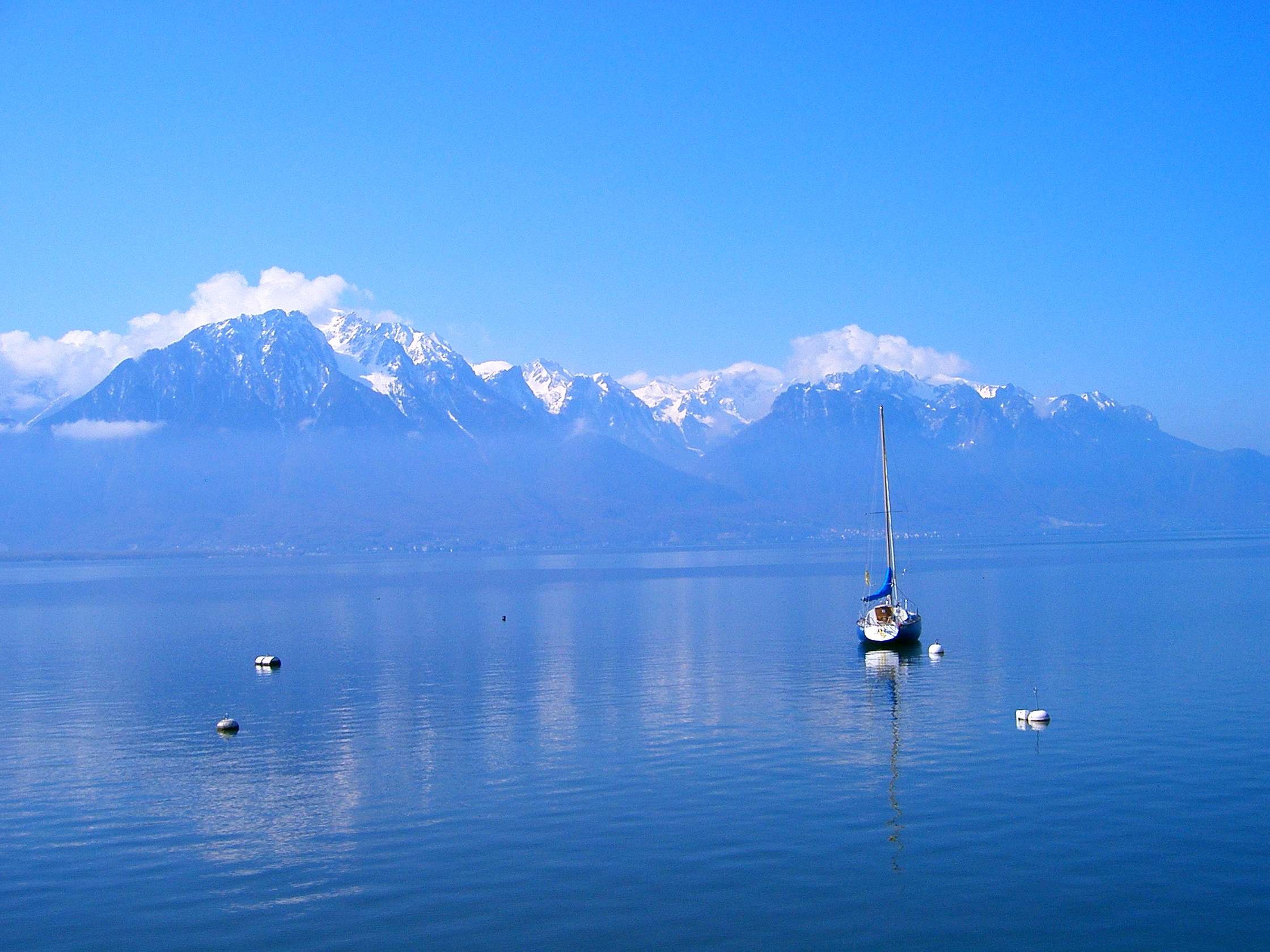
Женевське озеро
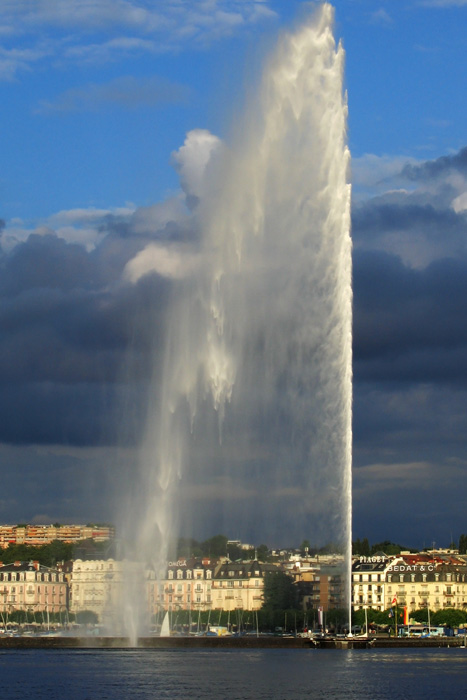
Фонтан на Женевському озері
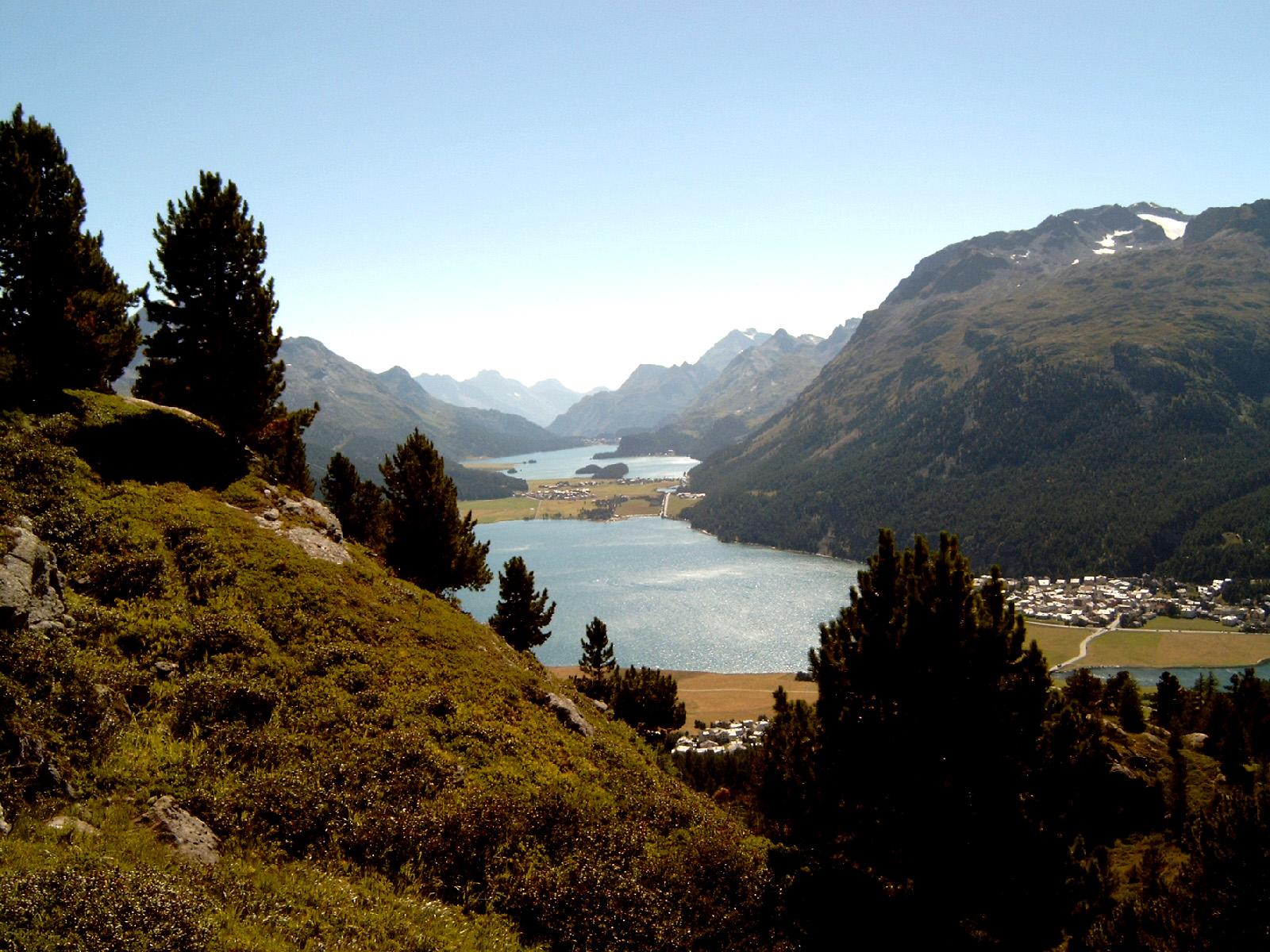
Озеро Оберенґадін
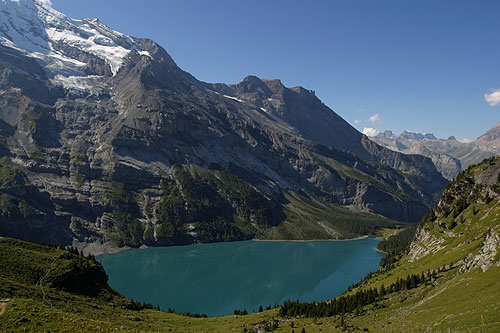
Озеро Ошинен
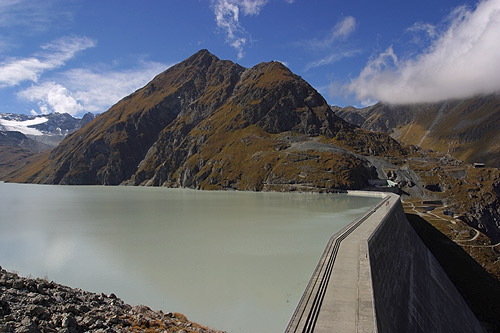
Гребля Ґран-Діксенс

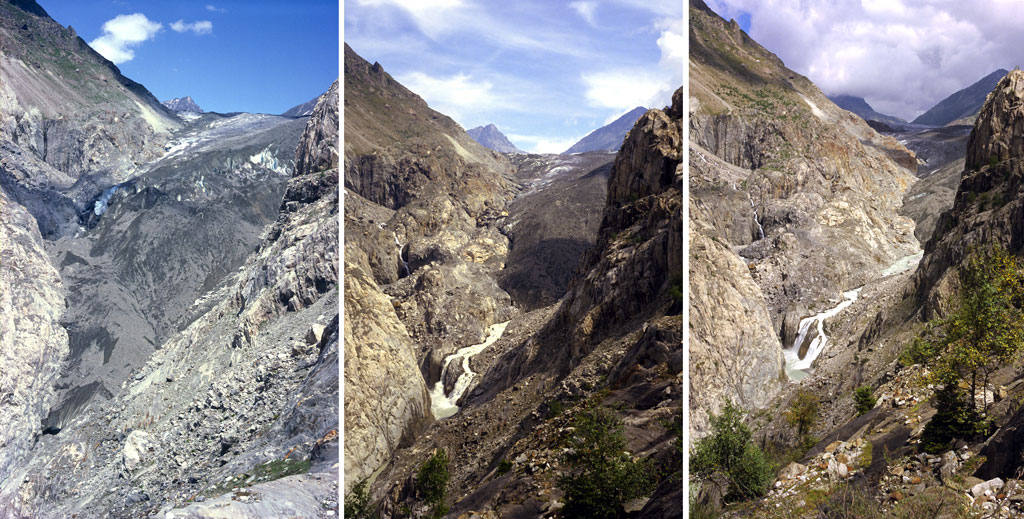
Танення альпійських льодовиків, 1979, 1991 та 2002 роки
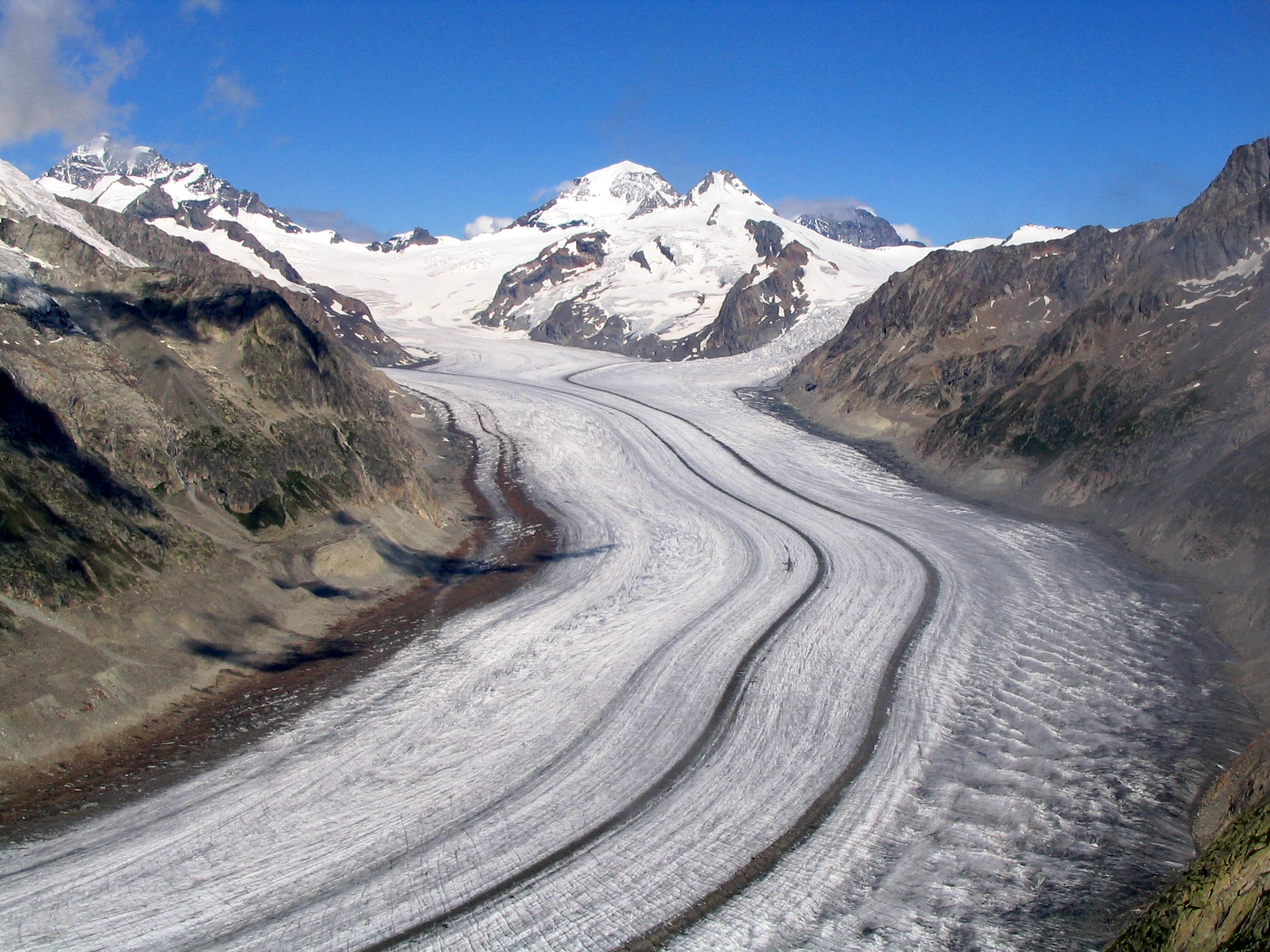
Льодовик Алеч

Водоспади Швейцарії
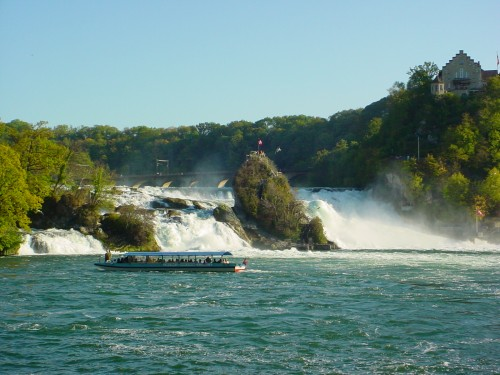
Рейнський